# Servicio de Cría Caballar de las Fuerzas Armadas
El Servicio de Cría Caballar de las Fuerzas Armadas (SCCFAS) es el conjunto de unidades pertenecientes al Ministerio de Defensa e integradas por personal civil y militar que se dedican a la reproducción de caballos y también, desde fechas más recientes, perros. Desde su constitución en el año 2013, este servicio forma parte de la Secretaría General Técnica (SEGENTE). Tiene como misión fundamental la reproducción y crianza de caballos y perros para su puesta a disposición de las tres ramas de las Fuerzas Armadas, la Guardia Real y la Guardia Civil.

## Historia

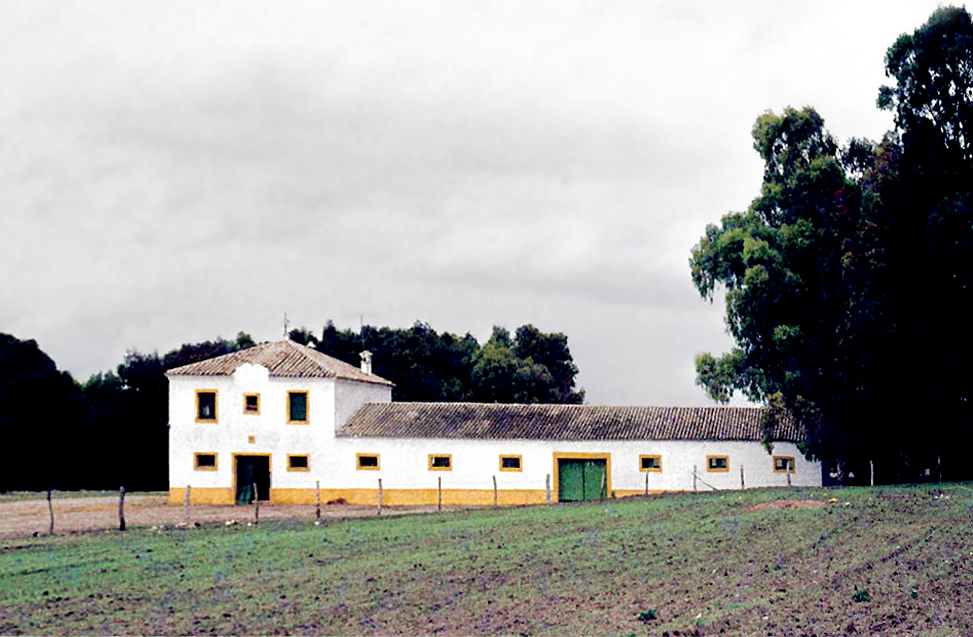
Cortijos de Vico, sede del Servicio

Entre 1884 y 1893 estuvo activa la Escuela de Equitación, creada en Valladolid. Vuelta a crear en Carabanchel el 3 de diciembre de 1902 como Escuela de Equitación Militar, se traslada a Campamento en 1926. En 1928 el equipo español de saltos de obstáculos formado íntegramente por militares obtuvo la medalla de oro en los JJ.OO. de Ámsterdam y la de plata en los de 1948.
En 1934 adopta el nombre de Escuela de Aplicación de Caballería y Equitación del Ejército, y en 1974 se establece una reorganización al fusionarse con la Sección de Equitación de la Academia de Caballería de Valladolid tomando la nueva Unidad el nombre de Unidad de Equitación y Remonta (UER). La Unidad ha ido teniendo otras reorganizaciones como Escuela Militar Ecuestre (EME) en 1994, Servicio de Cría Caballar y Remonta en 2002 y en 2006 se traslada a Garrapinillos.
Hasta su extinción mediante un Real Decreto en septiembre de 2013, la Cría Caballar de las Fuerzas Armadas fue un organismo autónomo de la Defensa.

## Funciones
Las funciones que gestiona, inspecciona y coordina la Secretaría General Técnica del Ministerio de Defensa a través de este servicio son las siguientes:
- Crianza, selección, mejora, adquisición y cesión del ganado equino que precisen los Ejércitos y la Guardia Real.
- Formación del personal militar en todas las actividades ecuestres y de cría caballar.
- Colaboración con entidades públicas y privadas en las actividades propias del Organismo.
- El desarrollo, innovación, investigación, vinculados a la cría y reproducción equinas que tiene encomendadas.
- Realización de las actividades necesarias para la consecución del objetivo de eficiencia en la gestión del patrimonio puesto a su cargo.
- Cría y la preparación de perros aptos para ser adiestrados en la Escuela Cinológica de Defensa, la Guardia Real, y principalmente en la Escuela de Adiestramiento de la Guardia Civil.